# Csang Tien-ji
 Kínai név: vezetéknév: Csang (Zhang); utónév: Tien-ji (Tianyi)
Csang Tien-ji (Zhang Tianyi) (张添翼, pinjin: Zhāng Tiānyì; 2004. augusztus 25. –) ifjúsági olimpiai bronzérmes kínai rövidpályás gyorskorcsolyázó.

## Élete
15 évesen – a koreaiak mögött – bronzérmet szerzett a 2020-as Lausanne-i téli ifjúsági olimpiai játékokon a rövidpályás gyorskorcsolya fiú 500 méteres versenyszámának döntőjét követően, ugyanakkor a 9. helyen végzett az 1000 méteres távon. Rajthoz állt a vegyes váltóval is (mint a D-csapat tagja), de a B-döntőben kizárták őket.
Rögtön a játékok után, az olaszországi Bormióban rendezett junior világbajnokságon – szintén két koreai mögött – 1500 méteren a harmadik helyen zárt. Rajthoz állt 500 és 1000 méteren is, ahol az 5., illetve a 13. helyen ért célba. A 3000 méteres szuperdöntő selejtezőjéből nem jutott tovább, itt a 14. helyen zártak csapattársaival. A viadalt végül úgy zárta, hogy mind 500, mind 1000, mind pedig 1500 méteren megdöntötte saját egyéni csúcsait.